# Röllersdorf
Röllersdorf ist ein Ortsteil der Ortsgemeinde Oberpierscheid im Eifelkreis Bitburg-Prüm in Rheinland-Pfalz.

## Geographische Lage
Röllersdorf liegt rund 2 km südwestlich von Oberpierscheid auf einer Hochebene. Der Ortsteil ist zum Großteil von landwirtschaftlichen Nutzflächen sowie von Waldbestand umgeben. Östlich des Ortes fließt der Herkelsbach.

## Geschichte
Zur genauen Entstehungsgeschichte von Röllersdorf liegen keine Angaben vor. Man geht jedoch stark davon aus, dass der Ort ähnlich wie Philippsweiler von Arbeitern des Eisenhüttenwerks Merkeshausen (Oberpierscheid) gegründet wurde. Da dort keine Unterbringung möglich war, siedelten sich die Arbeiter rund um Oberpierscheid an und es entstanden die heutigen Ortsteile der Gemeinde.

## Wappen von Oberpierscheid

Das Wappen der heute übergeordneten Gemeinde Oberpierscheid wurde in Anlehnung an die vier Ortsteile und Wohnplätze der Gemeinde entworfen und stellt diese ebenfalls symbolisch dar.
Wappenbegründung: Rot und Silber sind die Farben der Grafen von Vianden, denen seit dem 14. Jahrhundert die luxemburgischen Herrschaft Neuerburg auf deren einstigem Gebiet Oberpierscheid liegt. Der Eichenzweig soll auf die traditionsreiche Holzwirtschaft hinweisen. Vier Blätter und vier Eicheln sollen zugleich die vier Ortschaften (Oberpierscheid, Philippsweiler, Röllersdorf und Luppertsseifen) und die vier Weiler/Gehöfte (Dehnseifen, Hausmannsdell, Merkeshausen und Trampertsdell) im Wappen vertreten. Im unteren Teil des Wappen ist die Kapelle des hl. Simeon zu sehen; sie ist urkundlich bezeugt, seit 1408.

## Naherholung und Sehenswürdigkeiten

### Wandern
Rund um Oberpierscheid existieren einige Wanderwege, die sich vor allem auf das Prümtal konzentrieren. In Röllersdorf selbst gibt es den Wanderweg 18 des Naturpark Südeifel. Hierbei handelt es sich um einen Rundwanderweg mit einer Länge von rund 10 km. Er verbindet die Ortsteile von Oberpierscheid und zeigt die typische Besiedelung des Isleks aus meist kleinen Ansiedelungen mit wenigen Häusern. Ein weiteres Highlight sind die zahlreichen Aussichtspunkte entlang der Route.

### Trigonometrisches Signal Köpfchen
Südwestlich von Röllersdorf befindet sich ein trigonometrischer Vermessungspunkt. Dieser wurde um 1850 eingerichtet. Mithilfe eines Holzgestells konnte man so das Gelände vermessen und Karten der Region erstellen.

## Wirtschaft und Infrastruktur

### Unternehmen
In Röllersdorf wird ein Friseursalon betrieben. Weitere Unternehmen existieren zudem in den anderen Ortsteilen von Oberpierscheid.

### Verkehr
Röllersdorf ist lediglich durch eine Gemeindestraße erschlossen und liegt unweit der Landesstraße 9.